# OK超商
OKmart（來來超商股份有限公司）是一個成立於臺灣的便利商店加盟體系，原與美國的Circle K合作，後不續約品牌授權，但由於OK形象已打入市場，所以來來超商對Circle K的商標稍作修改後，取名為OK mart。

## 歷史
1988年9月，豐群企業集團與美國Circle K合資成立眾利超商股份有限公司，由Circle K美國連鎖總部提供技術合作、授權以及顧問諮詢，同年改名為富群超商股份有限公司。初期除在臺北開店外，還採取在基隆地區開設分店，以發展「鄉村包圍都市」的開店策略，且均為直營店，直到1998年才開始發展加盟事業。1998年、2005年先後推出「委託加盟制度」及「特許加盟制度」兩種加盟創業的方式，希望能提供有心創業人士一個「低風險、高保障、獲利穩定」的創業機會，因此目前的經營方式是直營與加盟並行。
2005年由於豐群企業集團與Circle K的技術合作契約到期，再加以富群超商已經發展出一套可以獨立操作的管理模式，因此與Circle K解約，公司名稱變更為來來超商股份有限公司，並將企業識別標誌（CI）改成OK便利店。2007年加入聯合信用卡處理中心梅花便利店，成為全臺第一家提供「接觸式」及「感應式」信用卡付款的便利商店。2007年12月底，商標名稱由原來的OK便利店改為OK·MART（OK超商），相關店舖的招牌也於月底前完成更新；2008年，統一發票上的商標名稱亦改為OK·MART。2015年10月1日，與一卡通公司、東森整合行銷合作發行結合得易Ponta會員與超商實體會員集點服務的一卡通票證「OK好利聯名卡」
2025年8月時發現新北市永和區也沒有OK-mart超商° 
。

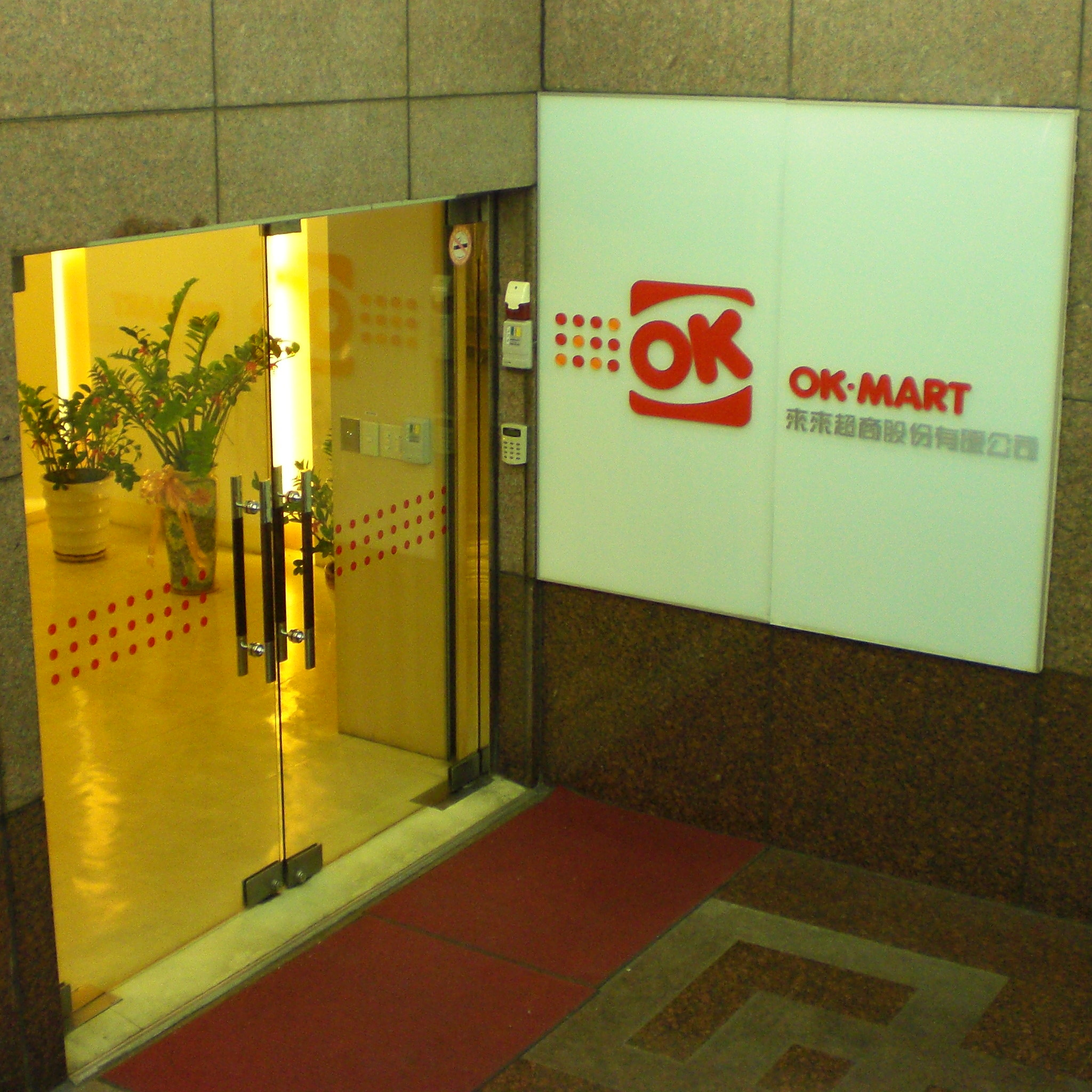
來來超商總部

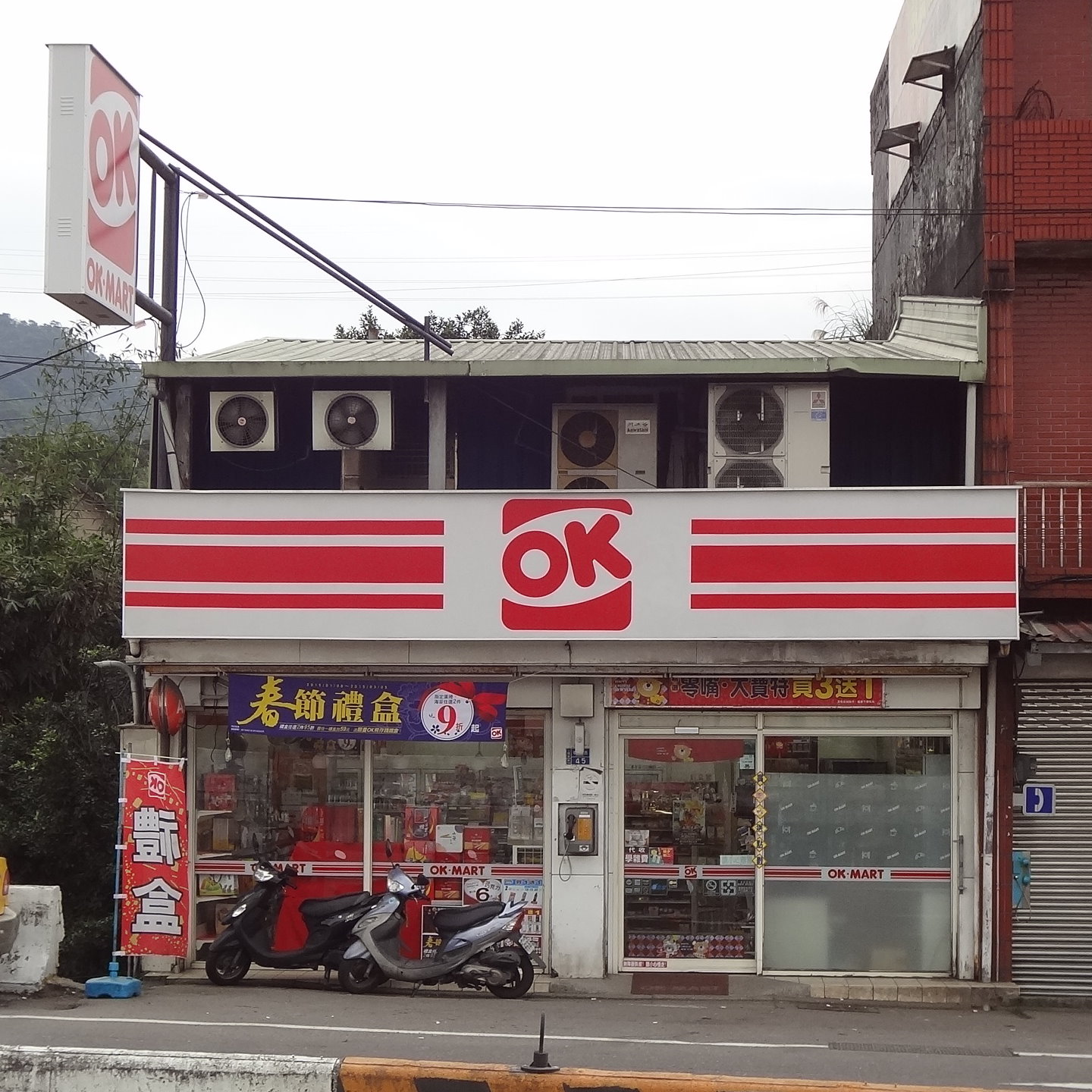
基隆市七堵區OK·Mart基隆長安店

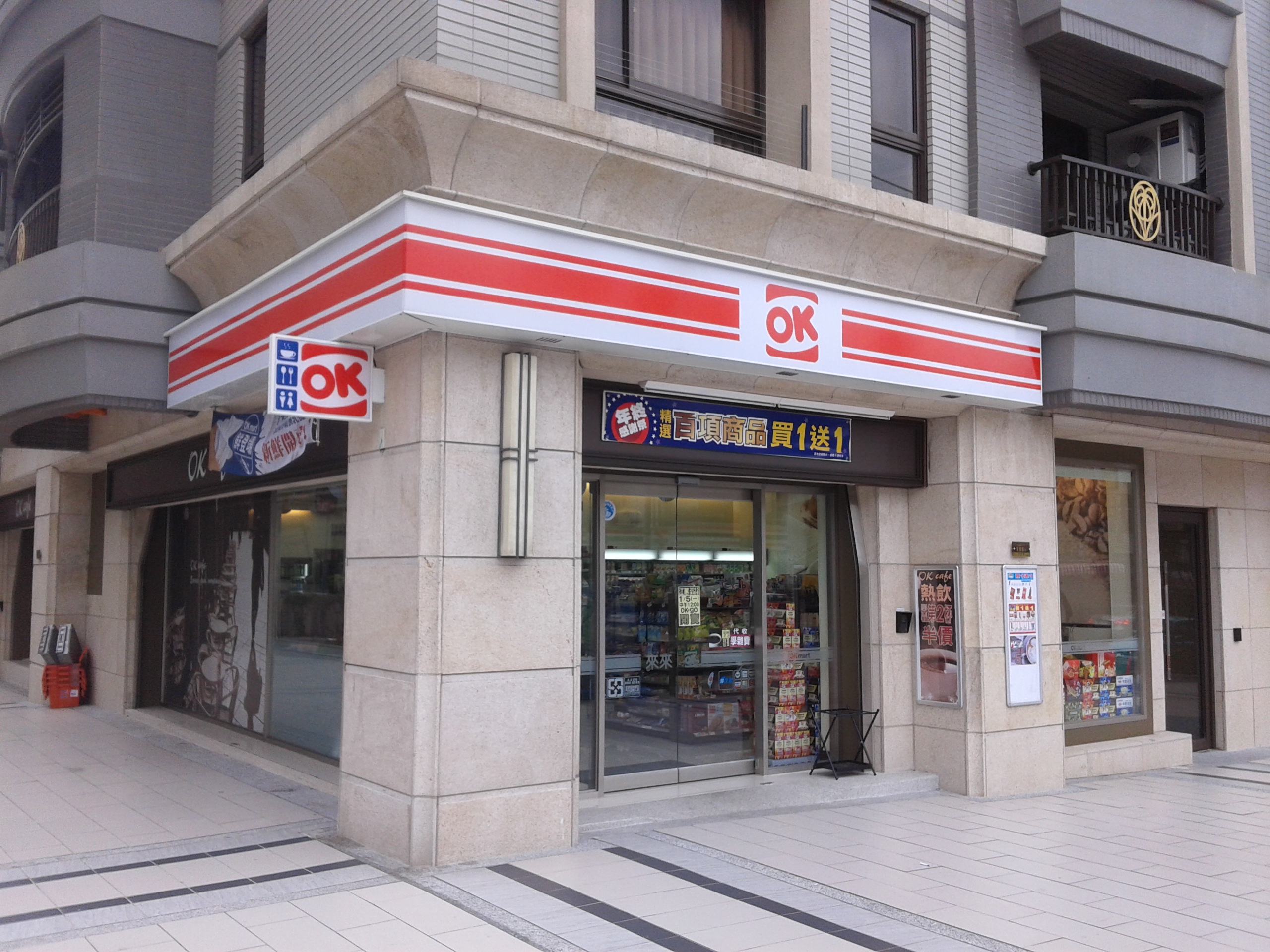
桃園市楊梅區OK·Mart楊梅瑞興店

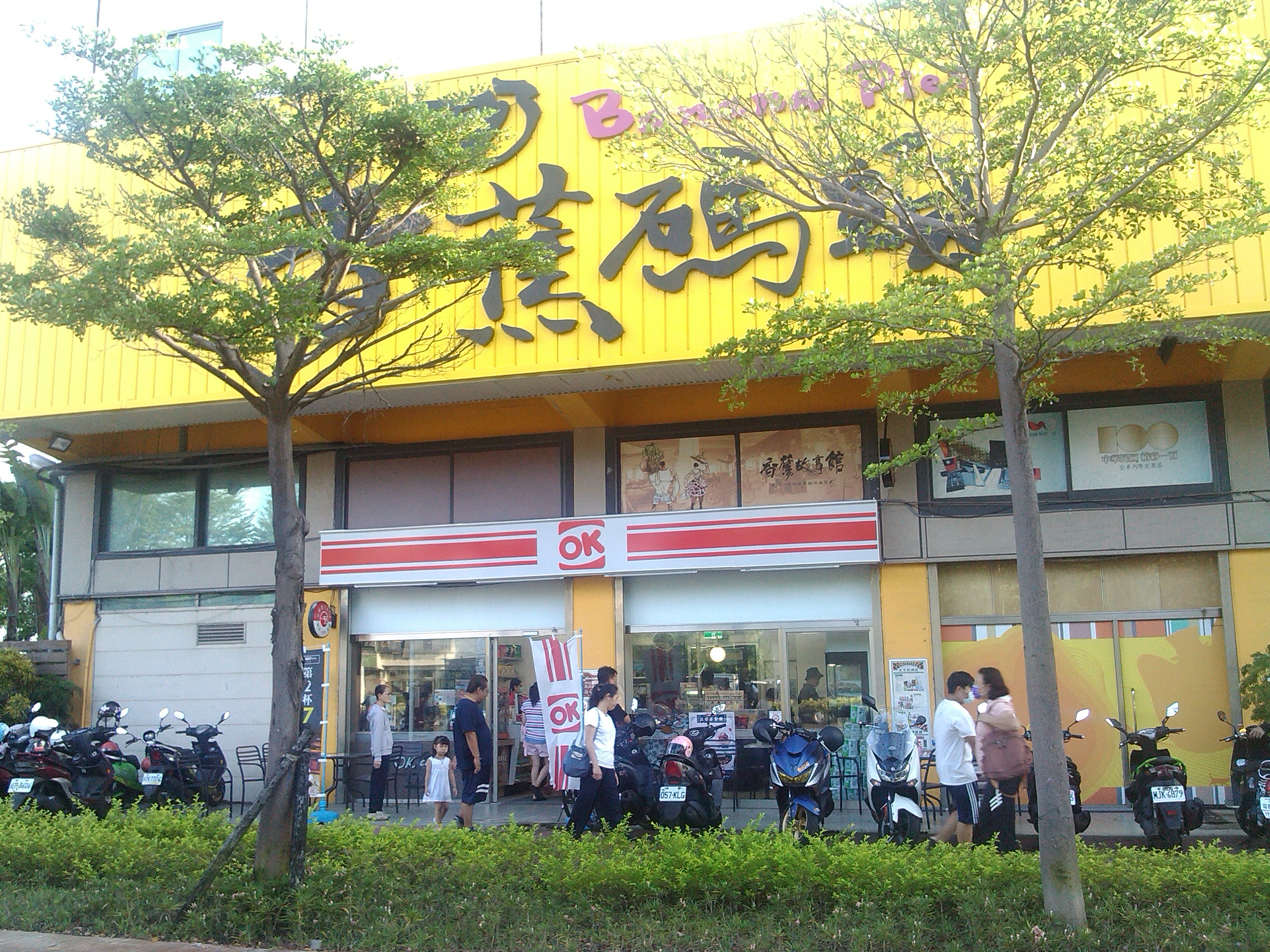
高雄香蕉碼頭的OK超商店

至2019年5月為止，OK·MART（OK超商）全臺灣共有902家分店。
2018年6月，推出主打全台灣最迷你便利商店的店型「OKmini」，結合物聯網技術及即時補貨app等，用智慧型自動販賣機的形式，用最小的空間，快速攻占特殊型的商圈，如：醫院、學校、捷運站、商辦、公園等，滿足消費者的「便利性」，力推無現金支付支付，在2018年8月進駐台北市市政大樓「無現金消費體驗館」，到2020年12月底總共設立了9間OKmini，目前還在增加中。
OK超商曾於2019年在台東首開2間門市，為首次進駐花東地區，但同年又撤出台東。

## 外部連結
- OK超商（繁體中文）
- OK超商的Facebook專頁